# K (松野一茂)
『K』（ケー）は、2009年2月25日から3月5日まで赤坂ACTシアター、新神戸オリエンタル劇場で上演された、野久保直樹の初ソロ主演の舞台劇である。松野一茂の原案、坪田塁の脚色・演出による。
2009年7月1日にDVDが発売された（販売元:コロムビアミュージックエンタテインメント） 。

## 内容
若手ヒップホップダンサーチームの一人が殺され、死体の傍には『K』の文字が書かれていた。そこから舞台が始まる。

## 公演日
- 2009年2月25日～3月1日…赤坂ACTシアター
- 3月4日、5日…新神戸オリエンタル劇場

## 出演
- 上原翔 (Kakeru Uehara) - 野久保直樹
- 野上海斗 (Kaito Nogami ) - 伊﨑右典 (FLAME)
- 野上空也 (Kuya Nogami) - 伊﨑央登 (FLAME)
- 向田ケニー邦秋 (Kuniaki Kenny Mukouda) - 八神蓮
- 芹沢耕史 (Kouji Serizawa) - 森新吾 (D☆D)
- 真田一馬 (Kazuma Sanada) - 大河元気
- 相葉希実人 (Kimihito Aiba) - 加藤良輔
- 杉橋喬一 (Kyoichi Sugihaki) - Takuya
- 秦久里央 (Kurio Hata) - 早田剛
- 井川謙信 (Kenshin Igawa) - 千代將太
- 矢田香織 (Kaori Yada) - 秋元麻衣
- 堀田久美 (Kumi Hotta) - 岡田理恵
- 佐山小梅 (Koume Sayama) - 桑原裕子 (KAKUTA)
- 井川勘太郎 (Kantaro Igawa) - 林修司 (ルドビコ★)
- 湯浅貴一 (Kiichi Yuasa) - 水谷あつし

## スタッフ
- 原案：松野一茂
- 脚色・演出：坪田塁
- 企画・製作：ケイダッシュステージ